# 東下組村
東下組村（ひがししもぐみむら）は、かつて新潟県中魚沼郡にあった村。

## 沿革
- 1889年（明治22年）4月1日 - 町村制施行に伴い中魚沼郡東下組村が村制施行し、東下組村が発足。
- 1901年（明治34年）11月1日 - 中魚沼郡下条村と合併し、下条村を新設して消滅。